# عبدالرحیم مقران
عبدالرحیم مقران (عربی: عبد الرحيم مقران، آوانگاری: ‘Abd ar-Raḥmān Maqran؛ زادهٔ ۲۰ اوت ۱۹۹۴) بازیکن فوتبال اهل مراکش است.
وی همچنین در تیم ملی فوتبال مراکش بازی کرده‌است.